# Герлах I фон Долендорф
Герлах I (II) фон Долендорф (на немски: Gerlach I (II) von Dollendorf; * пр. 1238; † 1 декември 1260/ пр. 1264) е благородник, господар на Долендорф, днес част от Бланкенхайм на река Ар в Северен Рейн-Вестфалия.

## Произход
Той е син на Адолф фон Долендорф († сл. 1220). Брат е на Алберт фон Долендорф († сл. 1260), каноник в Ксантен, Бон и Кьолн, Хедвиг, съпруга на Дитрих III фон Милендонк, и на незаконен брат Герлах (I), господар на Долендорф.
Фамилията му живее до средата на 15 век в замък Долендорф, днес част от Бланкенхайм.

## Фамилия
Герлах I фон Долендорф се жени за Мехтилд фон Изенбург († 1290), дъщеря на Хайнрих I фон Изенбург († ок. 1227) и съпругата му Ирмгард фон Бюдинген († сл. 1220), дъщеря на Хартман фон Бюдинген († 1195). Те имат децата:
- Адолф фон Долендорф (* пр. 1267; † сл. 1306), каноник в Св. Гереон в Кьолн
- Герлах II (III) фон Долендорф (* пр. 1267; † 1310/пр. 1325), господар на Долендорф и Кроненбург, женен I. пр. 7 януари 1279 г. за графиня Аделхайд фон Арнсберг-Ритберг (* пр. 1278; † сл. 1281), дъщеря на граф Готфрид III фон Арнсберг и Аделхайд фон Близкастел, II. ок. 1285 г. за графиня Рихардис Луф фон Клеве († сл. 1326), дъщеря на граф Дитрих Луф фон Клеве-Саарбрюкен и Лаурета фон Саарбрюкен
- Алберт фон Долендорф, каноник в Св. Гереон в Кьолн
- Хайнрих фон Долендорф, каноник в Св. Гереон в Кьолн
- Агнес фон Долендорф, монахиня във Фрауенкрон
- Алайд фон Долендорф († 1299), омъжена за Вилхелм III фон Мандершайд († 1313)